# Посольство Австралії в Україні
Посольство Австралії в Україні — офіційне дипломатичне представництво Австралії в Києві, відповідає за розвиток та підтримання відносин між Австралією та Україною.

## Історія дипломатичних відносин
Україна встановила дипломатичні відносини з Австралією 10 січня 1992 року.. З 1992 року Австралія була представлена в Україні послами за сумісництвом. Урочисте відкриття першої дипломатичної місії Австралії в Україні відбулося 27 березня 2015 року, до цього протягом недовгого часу дипмісія розміщувалася в Києві у одному приміщенні з посольством Канади.
18 грудня 2024 року Глава МЗС Австралія Пенні Вонг повідомила про відновлення повноцінної роботи Посольства Австралії в Україні.

## Посли Австралії в Україні
1. Кевен Хоуг (Cavan Hogue) (1992—1994), з резиденцією в Москві[6]
2. Джеффрі Бентлі (Geoffrey Bentley) (1995—1998)
3. Рут Лоррей Пірс (Ruth Pearce) (1999—2002)
4. Леслі Роу (Leslie Rowe) (2002—2005)
5. Роберт Тайсон (Bob Tyson) (2005—2008)
6. Маргарет Тумі (Margaret Twomey) (2008—2009)
7. Майкл Джон Поттс (Michael Potts) (2009—2013), з резиденцією у Відні
8. Джейн Маргарет Данн (Jean Dunn) (2013—2015), з резиденцією у Варшаві
9. Даглас Траппетт (Doug Trappett) (2015—2016), з резиденцією в Києві.
10. Брюс Едвардс (Bruce Edwards) (2016—2017) т.п.
11. Джені Хендерсон (Jean Henderson) (2017) т.п.
12. Меліса О'Рурк (Melissa O'Rourke) (2017—2020)[7]
13. Брюс Едвардс (Bruce Edwards) (2020—2024)[8].
14. Пол Леманн (Paul Lehmann) (з 2024)[9]